# شیر لخته
شیر لخته یک فراورده لبنی است که به وسیله انعقاد شیر در فرایندی به نام دلمه‌شدگی به دست می‌آید. افزودن آنزیم‌ها مایه پنیر یا هر اسید خوردنی مثل آب لیمو یا سرکه هم موجب انعقاد شیر می‌شود. همچنین اضافه کردن باکتری‌های اسید لاکتیک به شیر و تولید اسید پس از آن نیز باعث تشکیل لخته شیر می‌شود. افزایش اسیدیته پروتئین شیر (کازئین) را به توده‌های جامد یا کره تبدیل می‌کند. شیری که برای دلمه شدن کناری گذاشته شده‌است (تنها شیر خام یا شیر پاستوریزه که به آن باکتری‌های اسید لاکتیک اضافه شده) نیز به‌طور طبیعی لخته شده و پنیر ترش با این روش تولید می‌شود. تولید پنیر لخته یکی از اولین قدم‌های پنیرسازی است؛ لخته به شکل‌های مختلفی برای درست کردن انواع مختلف پنیر و عوامل مختلف ثانویه ساخت پنیر (قالب پنیرهای آبی و غیره) پیش از رسیدن پنیر به مرحله مورد نظر فشرده و خشک می‌شوند. مایع باقی مانده، که حاوی تنها پروتئین‌های وی (Whey) است، آب پنیر است. در شیر گاو، ۸۰ درصد پروتئین‌ها کازئین هستند.